# Harris W. Hollis

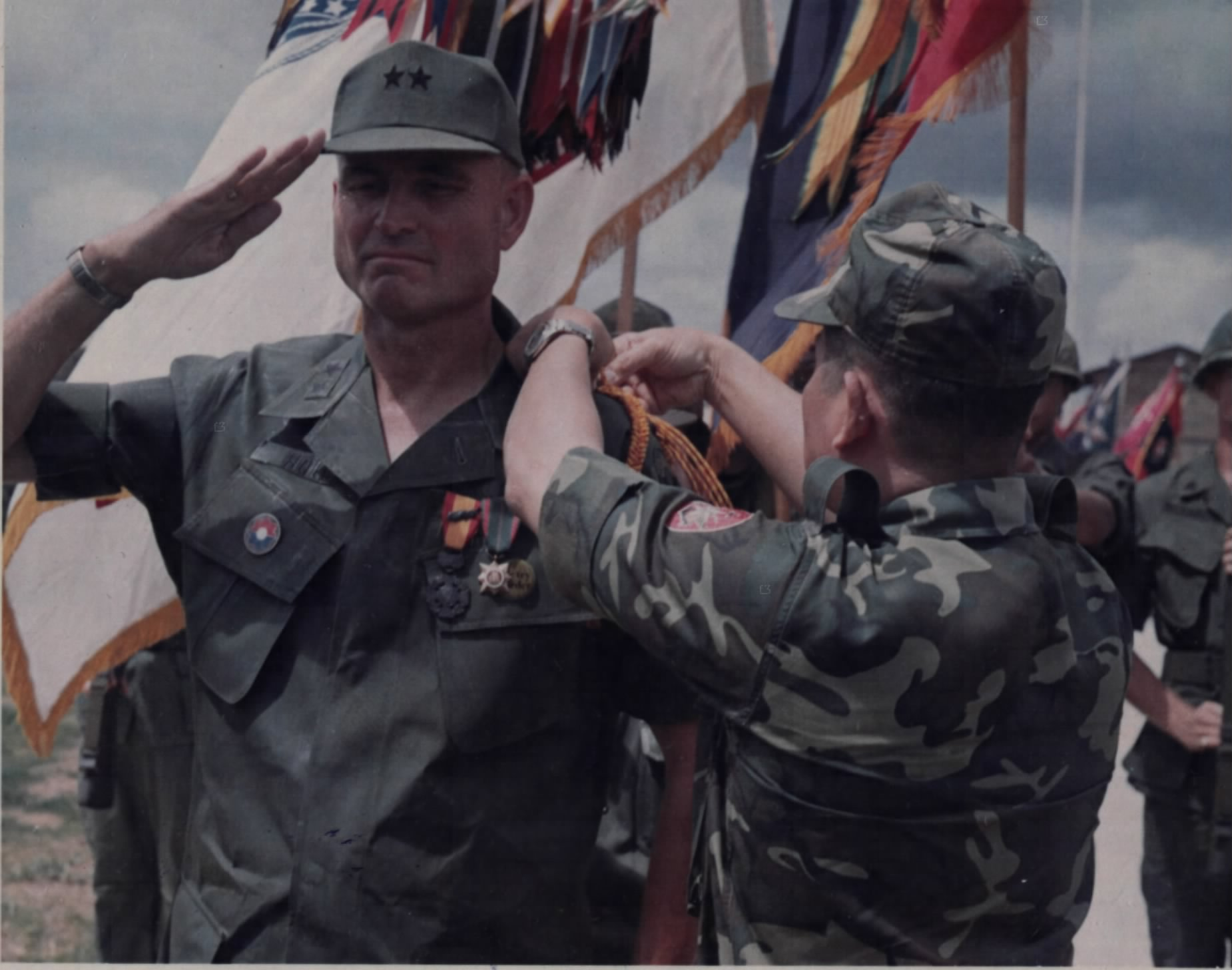
Harris W. Hollis (1969)

Harris Whitton Hollis  (* 25. Juni 1919 in Richburg, Chester County, South Carolina; † 21. März 1999) war ein Generalleutnant der United States Army. Er war unter anderem Kommandeur der 25. Infanteriedivision.
Im Jahr 1936 absolvierte Harris Hollis die Oakley Hall High School. Über die Army Reserve gelangte er im Jahr 1942 in das Offizierskorps des US-Heeres. Dort wurde er als Leutnant der Infanterie zugeteilt. In der Armee durchlief er anschließend alle Offiziersränge vom Leutnant bis zum Generalleutnant. Bis 1947 gehörte er der Reserve der Armee an, mit der er aber aktiv am Zweiten Weltkrieg teilnahm.
Im Lauf seiner militärischen Karriere absolvierte Hollis verschiedene Kurse und Schulungen. Dazu gehörten unter anderem der Officers Advanced Course, das Command and General Staff College, das Armed Forces Staff College und das Naval War College.
Während des Zweiten Weltkriegs war er auf dem europäischen Kriegsschauplatz eingesetzt, wo er im 326. Lastensegler-Regiment (326th Glider Infantry Regiment) diente, das zunächst in Südfrankreich und dann im Rheinland eingesetzt war. Nach seiner Rückkehr in die Vereinigten Staaten absolvierte er den Officers Advanced Course der Infanterie. Anschließend wurde er in den Fernen Osten versetzt. Im damaligen Far East Command, das nur zwischen den Jahren 1947 und 1957 bestand, wurde Hollis Nachrichtenoffizier im Generalstab dieses in Japan ansässigen Unified Combatant Commands.
Nach seiner Rückkehr studierte er zunächst am Command and General Staff College ehe er als Stabsoffizier zum Heeresministerium versetzt wurde. Dort gehörte er in den Jahren 1953 bis 1956 der Stabsabteilung G3 (Operationen) an. Anschließend wurde er nach Südkorea versetzt. Dort war er in den Jahren 1957 und 1958 Stabsoffizier bzw. Bataillonskommandeur beim 19. Infanterieregiment.
In den folgenden Jahren bekleidete Hollis weitere Aufgaben als Stabsoffizier im Pentagon. Im Jahr 1962 absolvierte er zudem das Naval War College. Im Sommer 1962 wurde er nach Heidelberg in Deutschland versetzt. Dort war er im Hauptquartier von USAREUR Stabsoffizier in der Abteilung G3. Seine nächsten beiden militärischen Tätigkeiten fanden ebenfalls in Deutschland statt: Von 1963 bis 1965 kommandierte er eine Brigade der 3. Infanteriedivision. Danach wurde er Leiter der Stabsabteilung G3 des VII. Korps in Stuttgart.
Im Jahr 1966 kehrte er zum Heeresministerium zurück, wo er erneut als Stabsoffizier diente. Ab November 1968 war Harris Hollis im Vietnamkrieg eingesetzt. Dort war er zunächst stellvertretender Kommandeur der I Field Force, Vietnam, eines auf Korpsebene angesiedelten Hauptquartiers der amerikanischen Heeresstreitkräfte. Im April 1969 übernahm er das Kommando über die 9. Infanteriedivision, die zunächst noch in Vietnam eingesetzt war, dann in die Vereinigten Staaten zurückverlegt und dort vorübergehend aufgelöst wurde. Als Nächstes wurde Hollis im weiteren Verlauf des Jahres 1969 mit dem Kommando über die 25. Infanteriedivision betraut. In dieser Funktion löste er Ellis W. Williamson ab. Mit seiner ebenfalls im Vietnamkrieg eingesetzten Division wurde Hollis in mehrere schwere Gefechte verwickelt. Im Frühjahr 1970 wurde er von Edward Bautz, Jr. abgelöst.
Nach dem Ende seiner Vietnammission mit der 25. Infanteriedivision wurde Hollis ein weiteres Mal nach Heidelberg zu USAREUR versetzt. Dort übernahm er die Leitung der Stabsabteilung G1 (Personal). Dieses Amt bekleidete er zwischen April 1970 und September 1971. Danach kehrte er zum Heeresministerium zurück, wo er bis 1974 Leiter der Abteilung für Reservistenangelegenheiten (Chief, Office of Reserve Components) war. Anschließend schied er aus dem aktiven Militärdienst aus.
Der mit Anna Airheart (1921–1999) verheiratete Offizier verstarb am 21. März 1999 und wurde auf dem amerikanischen Nationalfriedhof Arlington beigesetzt.

## Orden und Auszeichnungen
Harris Hollis erhielt im Lauf seiner militärischen Laufbahn unter anderem folgende Auszeichnungen:
- Army Distinguished Service Medal
- Legion of Merit
- Bronze Star Medal
- Distinguished Flying Cross
- Air Medal
- National Order of Vietnam (Südvietnam)
- Vietnamese Gallantry Cross (Südvietnam)